# 布伊考·加博尔
布伊考·加博尔（匈牙利語：Bujka Gábor，1961年4月18日—），匈牙利男子水球运动员。他曾代表匈牙利国家队参加1988年夏季奥林匹克运动会水球比赛，结果队伍获得第五名。